# Parabothus kiensis
Parabothus kiensis es una especie de pez de la familia Bothidae en el orden de los Pleuronectiformes.

## Hábitat
Es un pez de mar.

## Morfología
• Pueden llegar alcanzar los 20,3 cm de longitud total.

## Distribución geográfica
Se encuentra desde las  costas del sur del Japón hasta el sur de Indonesia, noroeste de Australia y Nueva Caledonia.